# Странська Вас
Странська Вас (словен. Stranska vas) — поселення в общині Ново Место, регіон Південно-Східна Словенія, Словенія. Висота над рівнем моря: 223,8 м.